# Басейн притягання
Басейн (область) притягання атрактора — область фазового простору, з якої усі фазові траєкторії притягаються до даного атрактора.
Фазовий простір дисипативної системи поділений між басейнами притягання різних атракторів. Для того, щоб при своїй еволюції дисипативна система потрапила в той чи інший стан, необхідно створити початкові умови таким чином, щоб фазова траєкторія починалася у відповідному басейні притягання. 
Наприклад, у системі із бістабільністю увесь фазовий простір поділений між двома басейнами притягання стабільних точок рівноваги.